# 陶艺

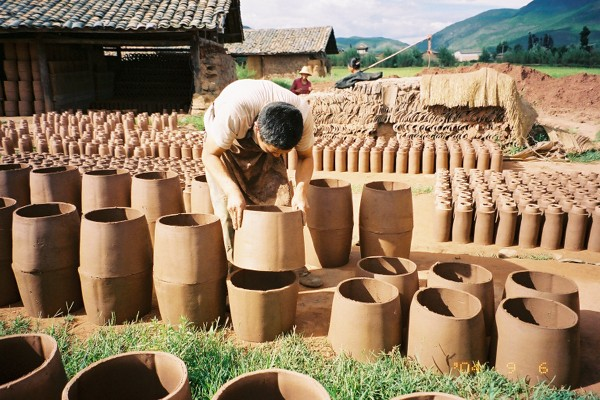
雲南的陶藝產品

陶藝即陶瓷艺术，屬於人類的傳統工藝，涉及制造、上色及修補工藝技巧，可追溯至石器時代。最早的陶器僅用於民生器皿，但隨著技術和製造工具發達，製陶逐漸變成了一種藝術。现代陶艺有原始、古典、民间、现代主义和后现代主义等几种艺术风格，与绘画、雕塑等并列为造型艺术。

## 历史

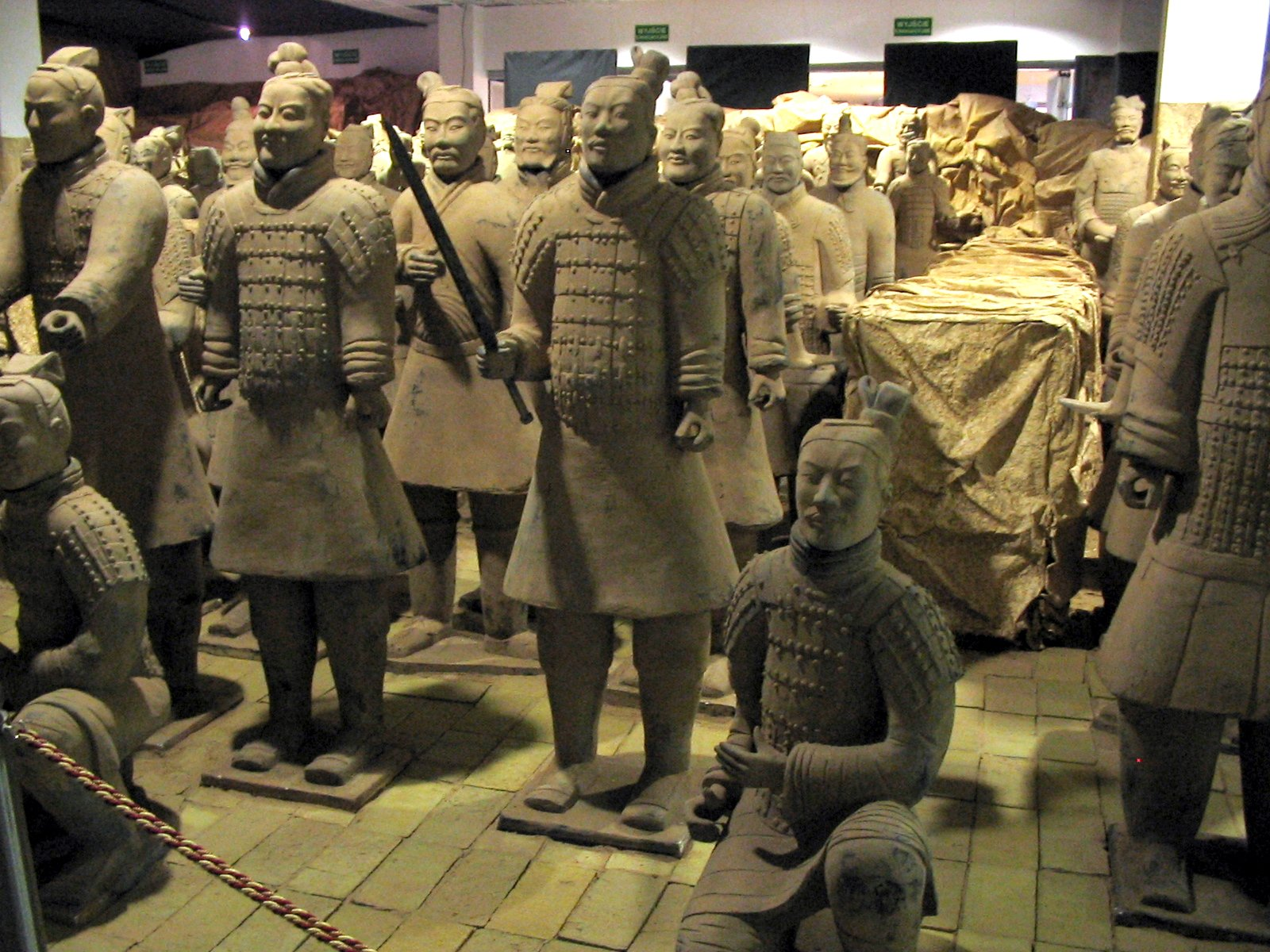
秦始皇灰陶佣

原始陶器通常用手工捏制、泥条盘筑法成型，多为细泥红陶，用篝火燒制，烧成温度低，烧结程度差。仰韶文化时期的彩陶常用泥条盘筑法成型，有黑色的几何图案作装饰，晚期出现了以人物为主体的图案。大汶口文化时期的彩陶使用了慢轮成型的工艺。陶輪的發明，為制陶技术帶來了革命。龙山文化出土了黑陶、灰陶、红陶、白陶等多种陶器，其中黑陶使用快轮成型技术以及刻花、镂空等装饰手法。:12
商周时期，手工制陶脱离农业成为独立发展，产品多为灰陶，还有青铜器造型的白陶。西周陶器常用几何纹、弦纹、兽面纹和回纹装饰，并且开始运用灰釉，制作原始青瓷。春秋时期的陶器多是印文硬陶，造型多样，表面采用磨光、暗花、划花、施漆衣和彩绘等技法，普遍使用云雷纹和兽面纹。:14
秦漢時期的陶器主要为硬陶，出現了陶磚、陶瓦和瓦當，製作工藝精美，故後人有“秦磚漢瓦”之說。汉代大量使用绿、黄、褐等低温色釉，同时彩绘陶也较普遍。唐代出现了三彩陶器。:15
宋代的瓷器艺术空前发展，有官、哥、汝、定、钧五大名窑及磁州窑、耀州窑和景德镇窑，其陶器的制作技巧、器型美感、釉色效果、装饰手法（粘贴、刻花、笔绘、化妆土）等都堪称完美。辽金时期的陶瓷以鸡冠壶、马蹬壶为代表，体现了民族的生活特性。元代的代表瓷器是青花、釉里红、釉下彩瓷。明代的景德镇成为全国的瓷业中心，青花瓷成为主流。匠人们在颜色釉、釉下彩的基础上创造出“斗彩”、“五彩”、“新彩”等品种。清代的陶瓷工艺发展到了顶峰，色釉达到了十几种，如古彩、粉彩、珐琅彩等。

## 课程
想要學習這門藝術的學生，通常必須要具有一些雕塑的概念，也需要了解陶土的特性，除了塑形之外，釉料的使用也是相當重要的。在陶藝中，釉料可說是此藝術之內的靈魂。
今日世界各地的藝術相關機構，多開有以陶藝為主的課程，亦有專門的大學學位或碩士學位，是陶藝主修的。此外坊間也有不少的陶藝課程供年齡廣泛的喜好民眾學習。

## 工艺流程
陶器制作要经历原料采集（选料）-制土-练泥-成型-装饰-配釉-施釉-干燥-烧制-成品等一系列工艺流程。

### 练泥
- 坯體的不同特性

要製成陶器首先要把坯體轉變成需要的形狀，再在窯（Kiln）內加熱至高溫，從而促成永久改變的反應，包括增加強度、硬化及固定形狀。根據地區不同，陶藝家所使用的黏土性質也不同，這樣常常有助製造出有本地特色的陶器。在黏土中混合其他礦物去達至特定目的亦是一種常見做法。例如在燒製後多孔性（Porosity）微高的坯體常會被用作製造土器或赤土陶器（terra cotta）花盆。
- 坯體的搓泥及晾乾階段

在大部分塑形過程之前，在坯體內的空氣需要首先移除。以上稱為除氣法，可以透過真空泵或以人手搓泥完成。搓泥可以有助平均分佈坯體的水分。在坯體經過除氣及搓泥後，它便以眾多的技巧進行塑形。在塑形後經過晾乾再作燒製。晾乾過程分為幾個階段。"皮革硬度"（Leather-hard）指的是坯體約有75-85% 乾的階段。修邊及加上手柄通常會在半乾濕的階段發生。"骨乾"（bone-dry）則是指坯體達到一個水分接近或等於0的階段。未經燒製的物件會被稱為"生陶器"（greenware）。

### 成型

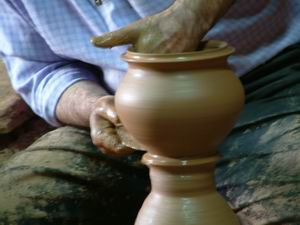
一個人正在利用轉動陶輪作陶器塑形。（攝於土耳其卡帕多細亞）

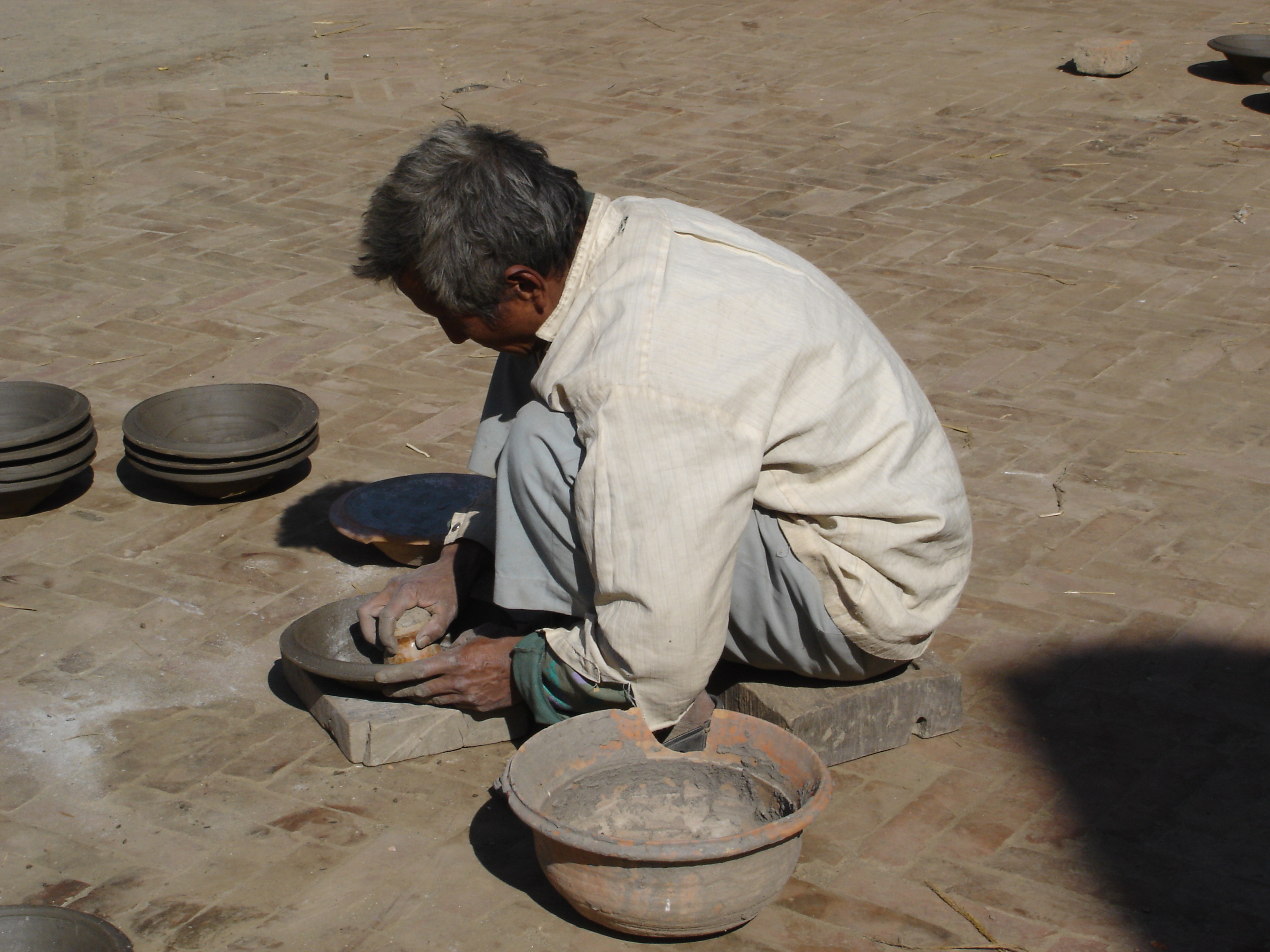
尼泊爾加德滿都的手工陶器。

成型是指将坯料通过捏塑（挤压、掏空、组合）等技法制成一定形状的坯体。陶藝家最基本工具是他們的手，但亦因為陶器製造歷史的長期演化而發展出其他附加工具，包括陶輪（potter's wheel）及轉盤、塑形工具（拍板（paddles）、墊石（anvils）、泥抹（ribs））、滾筒工具（輪盤（roulettes）、泥板機（slab rollers）、壓轆（rolling pins））、切割/鏤空工具（刀、開槽工具（fluting tools）、佈線（wires））及修整工具（磨光石（burnishing stones）、木銼（rasps）、麂皮（chamois））
陶器可以利用以下方法塑形：
- 手工或手築

泥条成型是将搓成条状的黏土一层层盘叠成器型，這是最早、最個人化及直接的塑形方法。陶器可以利用盤繞的黏土、平坦的黏土厚片、固體球狀的黏土或是以上三種互相組合再用手去構成。部分手築器皿常常會用泥漿（slurry）或泥釉（slip）（鬆軟的水及黏土的混合物）結合起來。手築是一個緩慢及比拉坯（wheel-throwing）更平緩的方法，但它會給陶藝家對陶器的大小及形狀有更高程度的控制。雖然對於有豐富經驗的陶藝家來說，要製作一模一樣的手工陶器並不困難，但拉坯的速度及重複性令它作為精確製造合適的一整套物品例如餐具更為適當。部分陶藝家認為手工製作有助完全使用想像力去創造獨一無二的藝術，但亦有其他陶藝家認為拉坯陶藝的自發及直接性是他們的靈感來源。
- 陶輪

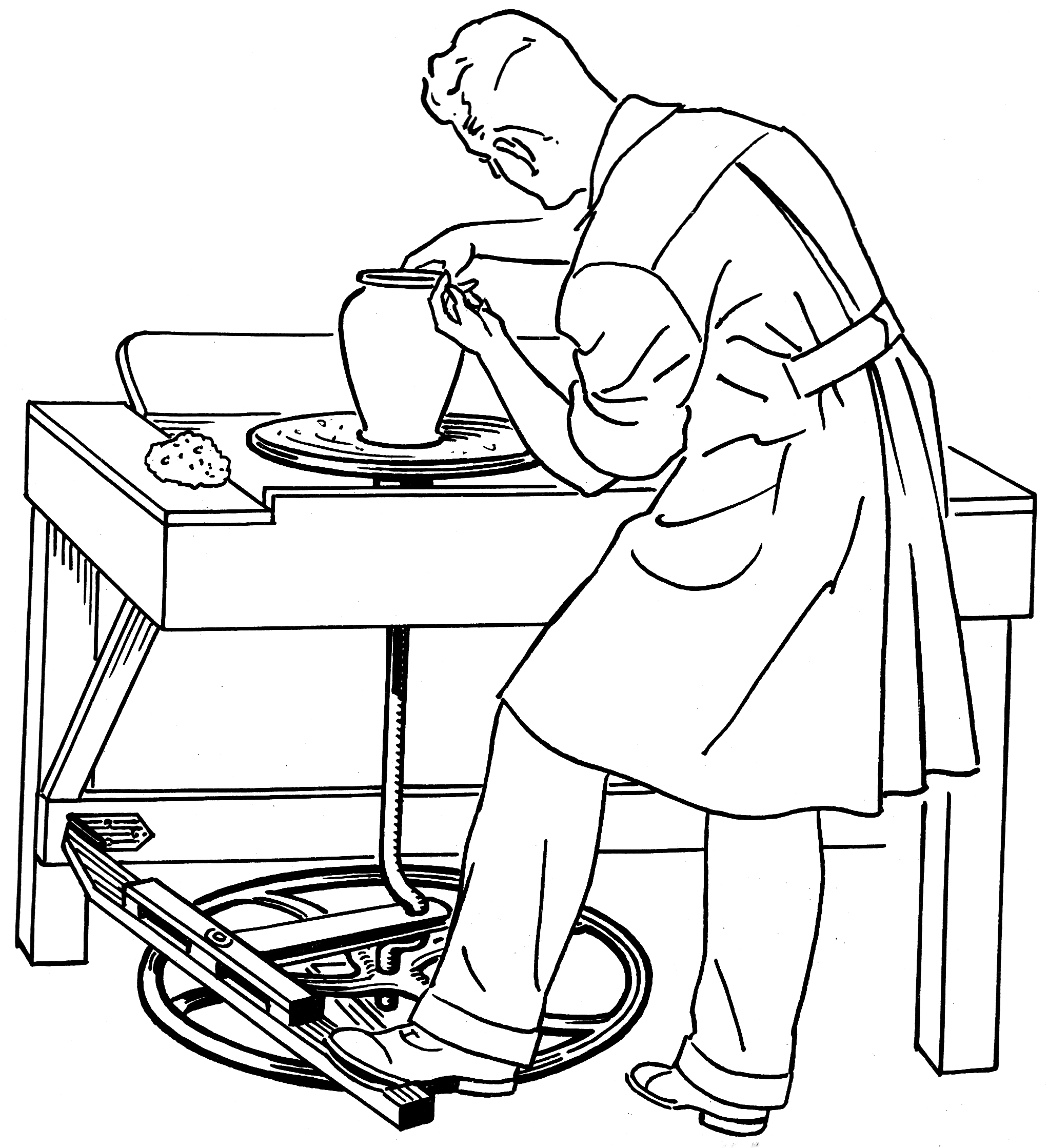
利用踏板推動陶輪。

把黏土球放在轉盤中心上，稱為輪頭（wheel-head），陶藝家以棒或腳力推動（腳動拉坯機或踏板（treadle）輪）或可變速的電動機。通常一個稱為拉坯底板（bat）的膠製、木製或熟石膏製的碟會放在輪頭上，接著黏土球會抛在拉坯底板而不是輪頭上，這樣做可以使成品與拉坯底板一同移除而不令成品變形。
在拉坯的過程中，陶輪會高速轉動，而黏土球被按、擠及慢慢地往外拉而成為一個空洞形狀。第一步往下及往內按著粗糙的黏土球直到完美的旋轉對稱（rotational symmetry）的過程稱為"定中心"，是需要掌握的技術中最重要及最困難的；接著步驟依次序為"開孔"，即在黏土球中製造出中央的空洞；"鋪設地板"，即在器皿中製造平坦或圓形的底部；"投擲"或"拖拉"，即把外殼靠攏及塑形至相同闊度；"修整"或"翻轉"，即移除多餘黏土去修整形狀或製造腳部。
陶輪雖然通常會用作製造個別陶器，但是它亦可以用來大量生產。陶輪製作需要陶藝家有一定的技術，但一個熟練的技工可以在一天的工作中製造完成接近完全一樣的碟、花瓶或碗。因為陶輪本身與生俱來的限制，它只可以用為製作在一個縱軸上徑向對稱（radial symmetry）的陶器。這情況可以用壓印、膨脹、雕刻、製作凹槽、琢面（faceting）、V型切開（incising）及其他方法令陶器在視覺上更為有趣。通常拉坯而成的陶器會利用手工技巧再進一步以加上手柄、蓋子、腳部、壺嘴及其他功能方面作改造。
- 鏇壓成形法

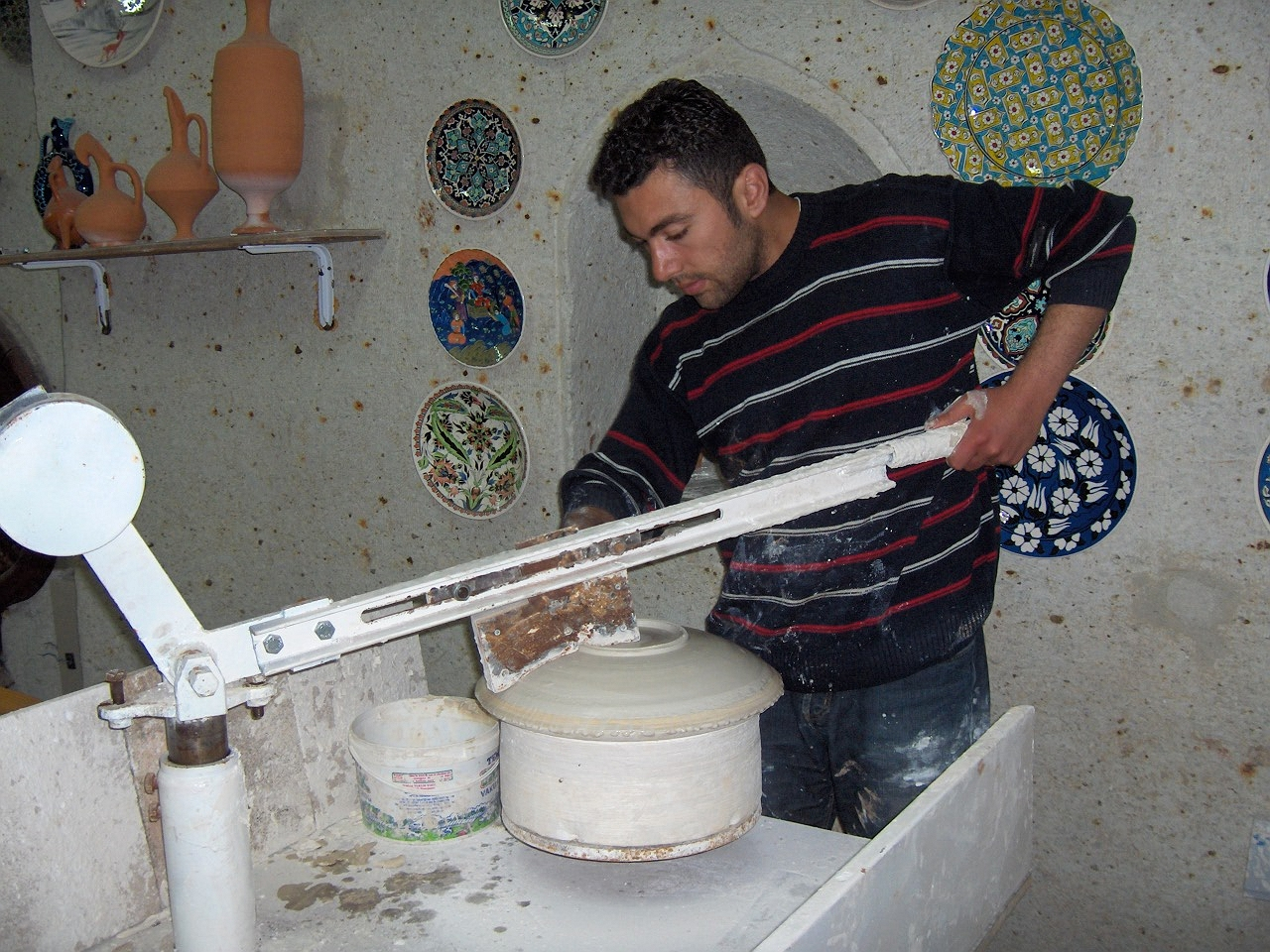
在土耳其陶器工廠進行的覆鏇壓。

此方法在陶輪上進行，令陶器固定形態所需的時間減少。覆鏇壓（Jiggering）是把塑形工具與石膏模上，仍然在建構中的黏土塊接觸的方法。覆鏇壓工具塑造一面形狀而石膏模則塑造另一面。覆鏇壓只會用作製造平面陶器，例如碟，但另一技巧仰鏇壓（Jolleying）則會用在空心陶器，例如杯。覆鏇壓與仰鏇壓至少由18世紀開始已經用作陶器的製作。在大型工廠製作中覆鏇壓與仰鏇壓通常會自動化，令一些半熟練工人可以進行操作。
- 輥頭旋坯機

此機器用於在轉動中的石膏模上對陶器塑形，如覆鏇壓與仰鏇壓一樣，但有一個轉動的塑形工具而非固定的。此轉動的塑形工具是一個淺錐體，與陶器有同等直徑，形狀造成和成品的其中一邊一樣。陶器用此方法便可以依靠相對缺乏技巧的工人在一分鐘製成十二件的速度下工作，而這速度與成品的大小有關。輥頭旋坯機的使用現在在全球工廠已經是十分普遍。
- 沖壓機

這是一個塑造餐具及裝飾器皿的工業過程，方法是擠壓一團預備好的黏土進入由兩個有孔模具組成所需形狀的空間。在加壓後，會從有孔模具注入壓縮空氣去釋放已成形的陶器。
- 乾壓法

此方法把半乾及粒化狀態下的黏土壓入一個模具。有高壓水泵入的有孔壓鑄模把黏土壓入模具。成為粒狀材料（granular material）的黏土由噴霧乾燥（spray drying）製成，其製成品既幼細且具流動性，水分在百分之五至六之間。此方法在製造瓦片（Tile）中被普遍採用，而碟的製造亦慢慢轉用此方法。
- 鑄漿成形法

鑄漿成形法（Slipcasting）常用在大量生產陶瓷上，亦最適合用在不能用其他方式塑形的陶器上。把水與坯體混合後製成泥釉，再倒入高吸水性的石膏模中。泥釉的水份吸入模中，留下一層坯體包裹內部表面及形成內部形狀。多餘的泥釉被倒出模外，接著模會被打開，其內裏的物件會移走。注漿成型在浴室用品的製造中十分常用，而它亦用於製造細小的工藝品，例如複雜精細的雕像。

### 装饰
陶器可以有很多方法裝飾，包括：
- 在坯體上，例如在表面上切割出模式。

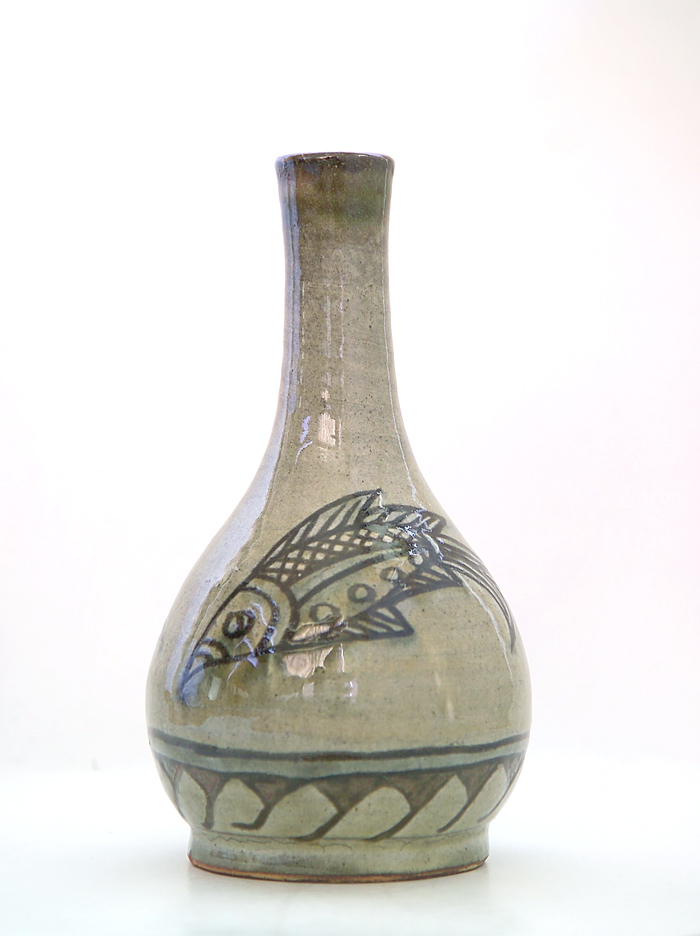
日本沖繩縣的當代陶器。

- 釉下彩（Underglaze），在很多青花瓷都有使用。
- 釉中彩（In-glaze decoration）
- 釉上彩（On-glaze decoration）
- 搪瓷

- 添加劑

添加劑可以在陶器形成前加在坯體裏，從而在燒製後達至預期效果。粗糙的添加劑如耐火砂（grog，亦作“黏土熟料”）有時會用作給最後成品一個需要的質地。鮮明顏色的黏土及耐火砂有時會用作給已完成的陶器製造花紋。著色劑，通常是氧化金屬及碳酸鹽，會個別或組合加在陶器上製造一個理想的顏色。可燃粒子可以與坯體混合再壓在表面上去製造理想質地。
- 瑪瑙紋飾陶器

瑪瑙紋飾陶器（Agateware），因為它有多層或多帶的顏色混合在一起而令人聯想起石英礦物瑪瑙。瑪瑙紋飾陶器由混合數種不同顏色的黏土製成，但其混合的程度不是不能分別兩者。陶器有一種獨特的紋理或斑點外表。"瑪瑙紋飾陶器"此名詞在英國形容此類陶器；在日本則用"neriage"；而中國自從唐朝就已經製造此類陶器，稱為"大理石陶器"。選擇黏土製造瑪瑙紋飾陶器需要精心的考慮，因為使用的黏土一定要有吻合的熱運動特性。
- 綑邊托底法

此方法利用手或機器在碟或杯子邊緣加上一絛一條的顏色，通常陶藝家會在陶輪上使用此技巧。
- 擠光加工

陶器在燒製前表面會被木製、鐵製或石製的工具擠光加工，令燒製後的陶器成品仍然保持著光澤。要製成一個有高度光澤的陶器，有兩種可能，一是使用幼細的黏土；二是在成品半乾及缺乏水份時進行擠光，但陶器在此時十分脆弱，所以弄破陶器的危機很高。
- 化妝土

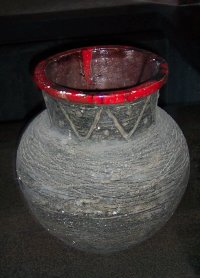
古亞美尼亞甕（urn）。

這是一種泥釉，主要為白色或奶油色，通常在燒製前塗在陶器表面上。其目的通常為裝飾性的，但亦會用為掩蓋黏土中不理想的效果。化妝用泥釉可以用上油或浸泡形式加上，令塗層可以均勻及平滑。陶藝家由史前時期已經使用化妝土直到現代，有時亦會與五彩拉毛（sgraffito）粉飾組合，一層化妝土會被刮走去顯示出底層黏土顏色。足夠細心的話可以在一層塗層上加上第二層不同顏色的塗層，再切開第二層塗層去顯露出內裏塗層的顏色。在此使用的化妝土通常包含不少矽土，有時會接近陶瓷釉面（ceramic glaze）的成分。
- 平版印刷

平版印刷的方法亦常被稱為轉移印花（Transfer-print）或是貼花釉法（decal）。此方法主要利用來把設計加在工藝品上。平版印刷包括三層：顏色或圖像，此層構成裝飾設計；面釉，一個清晰的保護層，可能包括一個低熔點玻璃；底紙，為設計透過絲網印刷（screen printing）或平版印刷技術印刷的地方。在眾多能夠轉移設計而且能夠移除底紙的方法中，部分適合在機器應用。
- 金

以金作裝飾用在部分高質素的陶器中。它的應用方法有多種，包括：
- 純金（Best gold）── 金粉懸浮在精油中，與助熔劑及汞鹽增塑混合。它可以在繪圖技巧中應用。從窯中拿出來時並無光澤，需要擠光來顯現出其全部光澤。
- 酸金（Acid Gold）── 一種在1860年代早期在英國特倫特河畔斯托克（Stoke-on-Trent）美敦有限公司（Mintons Ltd）的工廠發展以金作裝飾的方法。上釉的表面在加上金前以稀釋的氫氟酸蝕刻。此過程需要高度技巧，亦只會用在最高級的陶器上。
- 亮金（Bright Gold）── 包括硫樹脂金（gold sulphoresinate）溶液、其他金屬樹脂鹽及助熔劑。此名來自從窯中拿出來時不用擠光的裝飾外表。
- 淡菜金（Mussel Gold）── 是一種金裝飾的古法。它利用金葉、糖、鹽與陶器摩擦，接著洗走可溶解的東西。

### 配釉
釉料是一種加在陶器上的玻璃狀塗層，其主要目的包括裝飾及保護。釉料的成分分別很大，但通常包括多種材料的混合，而那些材料一般情況下會在窯中比其覆蓋的陶器在更低的溫度燒成。釉料其中一種重要的功用是令陶製容器可以防止水及其他液體滲漏。

### 施釉
釉料可以利用擦上黏土、噴灑、浸泡、拖曳或刷上一層由釉料及水組成的泥漿薄膜等方法加在陶器上。刷上釉料的方法傾於給予一個不均勻的塗層，但與裝飾技巧一樣有效。在燒製前後的釉料顏色可以有顯著改變。為了防止加釉陶器與窯中設備在燒製中途黏在一起，一種方法是把一小部分例如腳部不上釉，或是以一個特別耐火的靴刺狀物作支撐。它們會在燒製後移除。有時在窯中會進行特別的上釉方法。其中一種例子是上鹽釉（salt glaze），食鹽會加入窯中形成一種雜色的橙皮質地。除了食鹽外其他物質亦會加入窯中，包括硫黃。在柴窯中燃料中的煤灰可以在陶器表面製造出灰釉（ash glaze）。

### 烧制
- 溫度及時間

燒製為坯體造成不能逆轉的改變。只有在燒製後工藝品才能稱為陶器。低溫燒製陶器的改變包括燒結（sintering），即坯體中的粗粒子在互相的接合點熔合在一起。在瓷器的情況，用了不同的物質及較高的燒製溫度後，坯體的物理、化學及礦物學上的性質有大幅的轉變。在所有情況下陶器在燒製後都會被永久硬化，而燒製方法一定要與其使用物質配合。一個粗略的建議是土器在正常情況下燒製溫度約在1000至1200℃之間；石器約在1100至1300℃之間；瓷器則約在1200至1400℃之間。但陶瓷器在窯的燒成方式除了受達至的最高溫度影響外，亦受到燒製時間的長度影響。所以窯中的最高溫度通常會維持固定至一定時間去"浸泡"陶器，以達至陶器坯體所需的燒成。
- 窯中大氣情況

在燒製期間，窯中的大氣情況可以影響陶器成品的外觀。透過容許空氣進入窯中可以導致氧化性大氣，令黏土及釉料氧化；而透過限制空氣進入窯中可以導致還原性大氣，令黏土及釉料表面的氧被奪走。以上因素可以影響燒製陶器的外觀，例如部分包含鐵的釉料，在氧化環境中會變為棕色，而在還原環境中則會變為綠色。窯中的大氣可以調整至做成釉料的複合反應。
- 燃料的選擇

利用燃燒柴、煤及汽油或利用電力可以為窯加溫。當使用燃料加溫時，煤及柴可以為窯帶來煙、煤灰及灰燼，可以影響未受保護的陶器外觀。因為以上原因利用煤及柴燒製時，在窯中的陶器會用火泥箱（saggar），即一個有蓋的陶瓷箱保護。現代用汽油或電力運作的窯比起古老的燒柴或燒煤的窯較乾淨及較易控制，同時燒製所需的時間亦會較短。當西方應用了傳統日本樂陶器（Raku ware）的燒製方法時，陶器會在還熱及被灰燼、紙或木屑悶住時由窯中移走，令陶器外觀有一種獨特的碳化（Carbonization）效果。此技巧亦會在馬來西亞使用來製造傳統的拉布沙用（labu sayong）。

## 外部連結
- 陶藝——文化部文化資產局 （页面存档备份，存于）
- 陶藝——文化部文化資產局 （页面存档备份，存于）

## 參看
- 陶器
- 中国陶瓷
- 中国陶瓷业#艺术陶瓷

## 延伸阅读
[在维基数据编辑]
 《欽定古今圖書集成·經濟彙編·考工典·陶工部》，出自陈梦雷《古今圖書集成》